# جوليا صموئيل
جوليا صموئيل (بالإنجليزية: Julia Samuel)‏ هي معالجة نفسية أيرلندية، ولدت في 1959.